# Diocesi di Tadamata
La diocesi di Tadamata (in latino: Dioecesis Tadamatensis) è una sede soppressa e sede titolare della Chiesa cattolica.

## Storia
Tadamata, identificabile con Tadmit o con le rovine di Tamdint nell'odierna Algeria, è un'antica sede episcopale della provincia romana della Mauritania Cesariense.
Unico vescovo conosciuto di questa diocesi africana è Davide, il cui nome appare al 105º posto nella lista dei vescovi della Mauritania Cesariense convocati a Cartagine dal re vandalo Unerico nel 484; Davide, come tutti gli altri vescovi cattolici africani, fu condannato all'esilio. Vista la rarità del nome, Davide viene identificato da Mandouze con l'omonimo vescovo che, verso il 446, fece da intermediario tra papa Leone I e i vescovi della Mauritania Cesariense in un'inchiesta disciplinare condotta dal vescovo Potenzio, di sede sconosciuta.
Dal XIX secolo Tadamata è annoverata tra le sedi vescovili titolari della Chiesa cattolica; la sede è vacante dal 13 marzo 2022.

## Cronotassi

### Vescovi residenti
- Davide † (prima del 446 ? - dopo il 484)

### Vescovi titolari
- Modestus Johannes-Baptiste Everaerts, O.F.M. † (24 dicembre 1904 - 27 ottobre 1912 deceduto)
- Firmin-Jules Guichard, C.S.Sp. † (12 giugno 1922 - 27 aprile 1936 deceduto)
- Joseph Ciamgioenpuo (Chang Yuin-po) † (7 luglio 1936 - 11 aprile 1946 nominato vescovo di Xuanhua)
- François-Odon De Wilde, O.P. † (11 marzo 1948 - 10 novembre 1959 nominato vescovo di Niangara)
- Joseph Hubertus Soudant, S.C.I. † (3 gennaio 1961 - 5 aprile 1963 succeduto vescovo di Palembang)
- Richard Cleire, M.Afr. † (5 aprile 1963 - 8 gennaio 1968 deceduto)
- Eugène-Marie Ernoult † (23 dicembre 1968 - 28 giugno 1977 succeduto arcivescovo di Sens)
- Paride Taban † (28 gennaio 1980 - 2 luglio 1983 nominato vescovo di Torit)
- Adam Odzimek † (3 aprile 1985 - 13 marzo 2022 deceduto)